# Distretto di Granada
Il distretto di Granada è un distretto del Perù nella provincia di Chachapoyas (regione di Amazonas) con 426 abitanti al censimento 2007 dei quali 143 urbani e 283 rurali.
È stato istituito il 3 novembre 1933.